# John Agyekum Kufuor
John Kofi Agyekum Kufuor (Kumasi, 8 december 1938) was van 7 januari 2001 tot en met 7 januari 2009 president van Ghana.

## Politiek
Hij deed mee aan de verkiezingen in 2000 en won in de tweede ronde, waardoor hij de opvolger werd van Jerry Rawlings, die hem eerder verslagen had bij de verkiezingen voor het presidentschap in 1996. Kufuors overwinning markeerde de eerste vreedzame democratische machtsoverdracht in Ghana sinds de onafhankelijkheid van het land werd uitgeroepen. Bij de verkiezingen op 7 december 2004 werd Kufuor in de eerste ronde herkozen met 52.45% van de stemmen. Zijn partij, de New Patriotic Party, vergrootte het aantal zetels in het parlement van Ghana.
Onder het bewind van Kufuor kent Ghana stabiliteit en een sterke economische groei. Het inkomen per hoofd van de bevolking is, mede dankzij de bodemrijkdommen, twee keer zo hoog als in omringende Afrikaanse landen. Het land onderhoudt met vele landen handelsbetrekkingen, waaronder Nederland. Tijdens Kufuors regeerperiode zijn het belastingstelsel en het monetaire stelsel herzien. Met het laatste werd mede beoogd de hoge inflatie een halt toe te roepen.
Kufuor was ook voorzitter van de Afrikaanse Unie, van 2007 tot 2008.
President Kufuor bracht van 21 tot 23 oktober 2008 een staatsbezoek aan Nederland. Hij hield daarbij, in aanwezigheid van de in Den Haag residerende ambassadeurs van Afrikaanse landen, in de vergaderzaal van de Eerste Kamer ook een toespraak voor leden van de Eerste en Tweede Kamer der Staten-Generaal. In september 2009 bezocht Kufuor Nederland opnieuw. Hij bezocht toen onder meer de manifestatie Ontwikkelingssamenwerking.nu in Den Haag en hield een lezing op het Afrika Studiecentrum in Leiden.

## Privé-leven
Kufuor behoort tot de etnische groep van de Ashanti. Hij is getrouwd met Theresa Kufuor (geboren Mensah), met wie hij vijf kinderen heeft. Kufuor en zijn familie zijn rooms-katholiek. Hij werd geboren in Kumasi en opgeleid aan de Osei Tutu Boarding School (1951-53), het Prempeh College (1954-58), Lincoln's Inn, Londen (1959-1961) en het Exeter College van de Universiteit van Oxford (1961-1964). Kufuor is, met zijn rijzige gestalte, een sportieve man. Zijn hobby's zijn tafeltennis, lezen, voetbal en films kijken.
Zijn voornaam Kofi verwijst naar de dag van zijn geboorte: vrijdag.